# Endogonales
Endogonales es un orden de hongos de la división Mucoromycota, específicamente de la subdivisión Mucoromycotina, que incluye una sola familia Endogonaceae y esta a su vez incluye 4 géneros y 28 especies. 

## Lista de géneros
Contiene los siguientes géneros según NCBI, uno de ellos extinto:
- Endogone
- Peridiospora
- Youngiomyces
- Jimwhitea †

## Ciclo de vida
El ciclo de vida de los Endogonales se distingue de otros hongos por su producción de pequeños cuerpos fructíferos que contienen muchas zigosporas que son consumidas por roedores y son distribuidas por sus heces. Los cuerpos fructíferos suelen crecer en suelo con humus o musgos.
También producen un olor fétido que atrae a los mamíferos y los alienta a comer sus cuerpos fructíferos y así propaga sus esporas.
Como todos los hongos son heterótrofos y algunos se describen como saprofitos (con evidencia débil).